# Ricardo Watty Urquidi
Ricardo Manuel Watty Urquidi MSpS (* 16. Juli 1938 in San Diego, Kalifornien; † 1. November 2011 in Lomas de Chapultepec, Mexiko-Stadt) war ein mexikanischer Ordensgeistlicher und römisch-katholischer Bischof von Tepic.

## Leben
Ricardo Manuel Watty Urquidi, ältester Sohn von fünf Kindern des in Mexico, D.F. geborenen deutschen Kaufmannes Karl Alexis Watty Widmann (1911–1973) und der mexikanischen Mutter Maria de los Dolores Urquidi, lebte mit seiner Familie ab 1951 in Mexiko-Stadt. Er trat der Ordensgemeinschaft der Missionare vom Heiligen Geist in Tlalpan bei. Mit 18 Jahren verzichtete er auf die US-Staatsbürgerschaft und behielt seine mexikanische Staatsbürgerschaft. Von 1959 bis 1961 studierte er Philosophie an der Hochschule seines Ordens. Von 1962 bis 1964 war er Präfekt am Kleinen Seminar des Bistums Alajuela in Costa Rica. Von 1965 bis 1968 studierte er Theologie im Scholastikat der Missionare des Heiligen Geistes und am Institut der Erzdiözese Mexiko.
Er empfing am 8. Juni 1968 die Priesterweihe und war Vikar in der Pfarrei Santa Cruz del Pedregal in Mexiko-Stadt. Anschließend war er Lehrer am Kleinen Seminar in Quetzaltenango, Guatemala. Zurück in Mexiko-Stadt war er Lehrer am Noviziat der Missionare vom Heiligen Geist. Von 1971 bis 1975 war er Hochschulpfarrer und Pfarrer der Pfarrei Unserer Lieben Frau von der Menschwerdung in Mexicaltzingo. Anschließend leitete er als bischöflicher Beauftragter die Seelsorgeregion VII des Erzbistums Mexiko. Von 1974 bis 1980 war er Vizesuperior seiner Ordensprovinz in Mexiko.
Am 27. Mai 1980 wurde er von Papst Johannes Paul II. zum Titularbischof von Macomades und zum Weihbischof im Erzbistum México ernannt. Die Bischofsweihe spendete ihm am 19. Juli 1980 der Erzbischof von Mexiko-Stadt, Ernesto Kardinal Corripio y Ahumada; Mitkonsekratoren waren José de Jesús Madera Uribe MSpS, Bischof von Fresno in Kalifornien, und Alfredo Torres Romero, Bischof von Toluca in Mexiko.
1989 erfolgte die Ernennung durch Papst Johannes Paul II. zum Bischof von Nuevo Laredo, Tamaulipas, Mexiko.
2008 ernannte ihn Papst Benedikt XVI. zum Bischof von Tepic, Nayarit, Mexiko. Er starb dort am 1. November 2011 an den Folgen von Bauchspeicheldrüsenkrebs. Er wurde am 2. November 2011 unter großer öffentlicher Anteilnahme in der Cathedral de Tepic aufgebahrt, in deren Krypta er auch seine letzte Ruhestätte fand. Die Totenmesse wurde von 72 Priestern abgehalten, darunter Fernando Torre, Generaloberer der Kongregation der Missionare des Heiligen Geistes und sechs Priester seiner Gemeinde, sowie den Bischöfen Alfonso H. Robles Cota, emeritierter Bischof von Tepic, Mario Espinosa Contreras, Bischof von Nayarit Mazatlan sowie Bischof Ramón Calderón Batres, Bischof von Linares.
Watty Urquidi wurde 2010 von Papst Benedikt XVI. zu einem der Visitatoren der Kongregation Legionäre Christi bestellt, insbesondere für Mexiko und Zentralamerika.
Er hatte vielfältige Aufgaben in der mexikanischen Bischofskonferenz:
- Mitglied des Ständigen Rates der Metropolregion
- Präsident der Bischöflichen Kommission für das geweihte Leben
- Mitglied der Bischöflichen Kommission für Bildung
- Mitglied der Bischöflichen Kommission für Jugend
- Mitglied der Bischöflichen Kommission für die Familie
- Mitglied der Bischöflichen Kommission für "Menschen unterwegs" (Migranten und Flüchtlingspastoral)
- Präsident der Bischöflichen Kommission für die Laien
- Mitglied des Ständigen Rates für die Pastoral Region Nordost
- Vorsitzes des Rates der mexikanischen Bischofskonferenz in der Periode 2001-2003.